# サーニャ・トマセビッチ
サーニャ・トマセビッチ（Sanja Tomasević、1980年6月3日 - ）は、セルビアの元女子バレーボール選手。元セルビア代表。

## 来歴
1996年に地元のクラブチームであるJedinstvo Užiceに加入し、プロとしてのキャリアをスタートさせる。2000年に当時のセルビア・モンテネグロ代表に初選出される。2002年からワシントン大学に進学し、卒業後はプエルトリコのクラブチームに加わった。
2006年、韓国リーグの現代建設に移籍すると、2006-07シーズンに同チームを準優勝へ押し上げた。2007年にスイスリーグの強豪ヴォレロ・チューリッヒに移籍し、国内リーグならびにスイス・カップで優勝を果たした。2008年にセルビア代表に復帰し、同年5月に行われた北京オリンピック世界最終予選に出場した。その後はギリシャ、アゼルバイジャン、イタリアリーグで活躍した。

## 所属クラブ
- Jedinstvo Užice（1996-1998年）
- Radnički Beograd （1998-2002年）
- ワシントン大学（2002-2005年）
- Vaqueras de Bayamón（2005-2006年）
- 現代建設ヒルステート（2006-2007年）
- ヴォレロ・チューリッヒ（2007-2008年）
- パナシナイコス（2008-2010年）
- VKバクー（2010-2011年）
- Volley 2002 Forlì（2011年）
- カザルマッジョーレ（2011-2012年）